# Jorge Iván Pérez
Jorge Iván Pérez (Tandil, 23 maggio 1990) è un calciatore argentino, centrocampista dell'Universidad O&M.

## Caratteristiche tecniche
È un trequartista.

## Carriera
È cresciuto nelle giovanili dell'Independiente.

## Palmarès

### Club

#### Competizioni internazionali
- Coppa Sudamericana: 1

Independiente: 2010